# 先轸
先轸（？—前627年），因采邑在原邑（今河南济源），又称原轸，春秋時期晋国大夫。在骊姬之乱时，先轸同重耳逃走，在外流亡十九年。先轸是中国历史上第一位同时拥有元帅头衔和元帅战绩的军事统帅。他为人公忠耿正，因為曾與晉襄公起衝突，但並未受到襄公懲罰而感到愧疚，故意在無防具狀態衝入敵陣而死。

## 簡介
前633年，晋国讨伐曹国和衞國，先轸为下军佐，占据了衞國的五鹿。
前632年，中军将郤縠去世，先轸被超拔为中军将，率领晋军打赢城濮之战。
前627年，晋国在殽之战打败秦国，生俘秦国将军孟明視、西乞术、白乙丙。晋襄公的继母文嬴本是秦国公主，请求释放秦国统帅，晋襄公答应了。先轸大怒，直言进谏不果而出言不逊，并且还当着襄公的面往地上吐了一口口水，這屬於以下犯上之罪，但襄公自認理虧，掩面向先轸致意，並且派阳处父追孟明视等人，没能追上。
狄人攻打晋国，在箕交战。先轸因为对襄公无礼却没有受到惩罚，神志烦躁，寝食不安。他决定以死谢罪，他脱下了头盔和铠甲（“免胄”）衝入敵阵，即刻战死。狄人將他的首級送还晋军。
其子先且居繼任晉中軍元帥。
| 前任： 郤縠 | 春秋晉國中軍将 前632年—前627年 | 繼任： 先且居 |